# Club de Gimnasia y Esgrima La Plata
A Club de Gimnasia y Esgrima La Plata egy argentin sportklub, mely a Buenos Aires tartományban lévő La Plata városában található. Megalapítására 1887. június 3-án került sor Club de Gimnasia y Esgrima néven. Az egyesület legfontosabb részét a labdarúgó szakosztály képezi, csapata pedig az argentin labdarúgó-bajnokság első osztályának tagja. A klub mérkőzéseit a Juan Carlos Zerillo Stadionban játsszák.

1915-ben a klub bajnoki címet szerzett a középszintű bajnokságban, majd 1929-ben az argentin labdarúgó-bajnokság első osztályában, valamint 1924-ben ugyanitt a második helyen végzett. Ezeket az eredményeket a csapat az amatőr korszakban érte el.
Az ezt követő professzionális korszakban a klub 1994-ben megnyerte a centenáriumi kupát, valamint 1944-ben, 1947-ben és 1952-ben bajnoki címet szerzett az argentin labdarúgó-bajnokság másodosztályában.
Az első osztályban a csapat öt alkalommal szerezte meg a második helyet és (a 2008–2009-es szezont beleértve) összesen 69 alkalommal szerepelt, mellyel a nyolcadik helyen áll az argentin bajnoki örökranglistán.

## Sikerek
Liga Profesional
- Győztes (1): 1929

Argentin Kupa
- Döntős (1): 2017–18

Copa Bullrich
- Győztes (1): 1915

Copa Centenario de la AFA
- Győztes (1): 1993

## Története
A ma Club de Gimnasia y Esgrima La Plata néven ismeretes egyesület megalapítására 1887. június 3-án került sor. A klub kezdetben csak a nevében szereplő sporttevékenységekkel, a tornával és a vívással foglalkozott. Ez a tevékenységi kör nemsokára újabb sportágakkal, többek között az íjászattal, az atlétikával, a krikettel és a labdarúgással bővült. Az utóbbi később a klub történetének legmeghatározóbb elemévé vált.
Az egyesület számos alkalommal változtatott nevet. 1897 áprilisától decemberéig Club de Esgrima néven volt ismeretes, mivel ekkor a klub még csak vívással foglalkozott. 1897. december 17-től (a torna bevezetésével) Club de Gimnasia y Esgrima, 1952 júliusától 1955. szeptember 30-ig pedig Club de Gimnasia y Esgrima de Eva Perón lett, mivel 1952-től Juan Domingo Perón 1955-ös bukásáig La Plata városát Ciudad Eva Perónnak hívták. A katonai diktatúra bevezetésével mind a város, mind a klub visszatért a korábbi név használatához. Ennek ellenére az egyesületet hivatalosan hibásan Club de Gimnasia y Esgrima de La Plata néven hívták. A hibát az 1964. augusztus 7-én jóváhagyott szabályzatban helyesbítették.

## Az amatőr korszak (1891-1930)

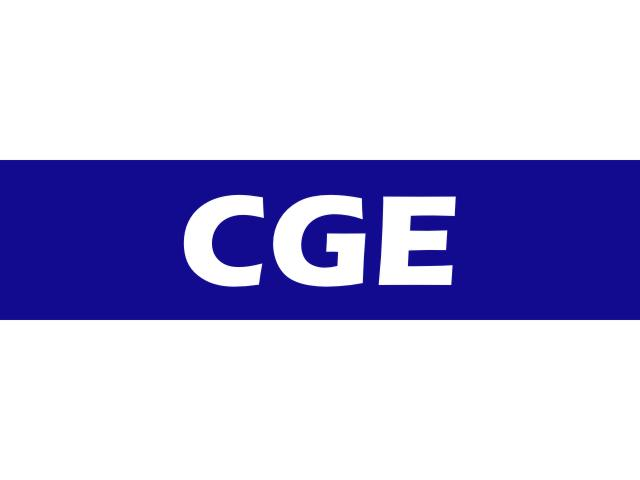
A klub hivatalos színei

A klub első központja a Plaza de Juegos Atléticos (Atlétikai Aréna) volt, mely az 1. utcában, a 47-es sarkon volt található. Felavatására 1901. április 21-én került sor. 1905-ben a Gimnasiának el kellett hagynia a 13. és 71. utca kereszteződése mellett található pályáját, mivel az egyesület a labdarúgás feladását és pusztán társadalmi tevékenységek folytatását választotta. Ennek a következményeként a tagok egy része távozott és Estudiantes de La Plata néven egy új klubot alakított, ahol ismét jelentős szerepe volt a labdarúgásnak.
1912-ben a labdarúgók egy csoportja összetűzésbe került az Estudiantes de La Plata vezetésével és csatlakozott a Club Independencia csapatához. 1914-ben ez a klub egyesült a Gimnasiával, így a labdarúgás újrakezdődött a klub életében. 1915-ben az egyesület részt vett a középszintű bajnoki osztály küzdelmeiben, ahol bajnoki címet nyert és feljutott az argentin labdarúgó-bajnokság első osztályába. Még ebben az évben a csapat elnyerte az Adolfo J. Bullrich és a középszintű bajnokság kupáját.

## Mez történelem
| 1903 hazai mez | 1905 | 1910-napjainkig |

## Stadion
A Gimnasia y Esgrima stadionját, az Estadio Juan Carmelo Zerillo, melyet mindenki csak el Bosque (Erdő) néven ismeri az alaprajza miatt.
A stadion az El Mondongo negyedben található és 21 500 fő befogadására alkalmas. Nagyon meredekek a lelátók, és futópálya sincs. Emellett a létesítményeket tekintve a klub rendelkezik sportcsarnokkal, óvodával, általános és középiskolával, valamint 160 hektár területtel.

## Játékoskeret
2009. február 17-től
| #  |           | Poszt | Név                    |
| -- | --------- | ----- | ---------------------- |
| 1  | argentína | K     | Gastón Sessa           |
| 2  | argentína | V     | Jorge San Esteban      |
| 3  | argentína | V     | Patricio Graff         |
| 4  | chile     | V     | Álvaro Ormeño          |
| 5  | argentína | KP    | Reinaldo Alderete      |
| 6  | argentína | V     | Ariel Agüero           |
| 7  | argentína | CS    | Juan Cuevas            |
| 8  | argentína | KP    | Ignacio Piatti         |
| 9  | uruguay   | CS    | Diego Alonso           |
| 10 | argentína | KP    | Mariano Messera        |
| 11 | argentína | KP    | Diego Villar           |
| 12 | argentína | K     | Pablo Bangardino       |
| 13 | argentína | V     | Abel Masuero           |
| 14 | argentína | V     | Hugo Iriarte           |
| –– | argentína | K     | Yair Iván Bonnin       |
| 16 | argentína | KP    | Miguel Ángel Juárez    |
| 17 | argentína | KP    | Sebastián Ariel Romero |

| #  |           | Poszt | Név                      |
| -- | --------- | ----- | ------------------------ |
| 18 | argentína | KP    | Roberto Carlos Sosa      |
| 19 | argentína | KP    | Esteban Nicolás González |
| 20 | argentína | CS    | Juan Neira               |
| 21 | argentína | KP    | Fabián Rinaudo           |
| 22 | argentína | CS    | Franco Niell             |
| –– | argentína | V     | Raúl Alberto Albornoz    |
| 24 | argentína | V     | Marcelo Cardozo          |
| 25 | argentína | V     | Cristian Piarrou         |
| –– | argentína | KP    | Lucas Nahuel Castro      |
| 27 | argentína | K     | Fernando Monetti         |
| 28 | argentína | KP    | Luciano Aued             |
| 29 | paraguay  | V     | Rubén Maldonado          |
| 30 | argentína | KP    | Jonathan Chávez          |
| 31 | argentína | CS    | Nestor Martinena         |
| 32 | argentína | KP    | Pablo De Blasis          |
| 36 | argentína | CS    | Denis Stracqualursi      |
| 39 | argentína | V     | Lucas Landa              |